# Wołczyno
Wołczyno – wieś w Polsce położona w województwie zachodniopomorskim, w powiecie gryfickim, w gminie Gryfice.
W latach 1975–1998 miejscowość administracyjnie należała do województwa szczecińskiego.